# ماتس جونسون
ماتس جونسون (بالسويدية: Mats Jonsson)‏ هو سائق رالي ومهندس سويدي، ولد في 28 نوفمبر 1957 في Karlstad Municipality ‏ في السويد.

## روابط خارجية
- ماتس جونسون على موقع Rallye-info.com (الإنجليزية)
- ماتس جونسون على موقع eWRC-results.com (الإنجليزية)